# Érase...
Érase... es el sexto disco de estudio de la banda uruguaya de rock/ska, La Vela Puerca. Fue lanzado a la venta en noviembre de 2014. 

## Historia
El álbum fue grabado y mezclado durante los meses de julio y octubre de 2014 en los estudios Romaphonic de Buenos Aires y Zumm City de Montevideo.
Artísticamente se produjo junto a Esteban Demelas, quien además fue técnico de grabación, mezcla y mastering. Esteban, Nico Lieutier y Ale Piccone lo mezclaron en Estudio de la Costa.
Grabaron y aportaron su arte para este disco talentosos artistas como: Diego Méndez, exbaterista de Bufón, en los teclados (puesto con el cual se hizo miembro de gira), Mauri Ortiz y Denis Ramos, de NTVG, en saxo barítono y trombón, Charly Servetto programó baterías, Patricia Ligia grabó y tocó percusiones y Ernesto Tabárez, Gabriel Peluffo, Juan Casanova y Jaime Roos aportaron sus voces.
El preparador Ernesto Tabárez ayudó a registrar las voces y Federico Navarro con la preproducción de guitarras.
La producción ejecutiva estuvo a cargo de Juan Zas y Guille González a quienes asistieron Luis Pages, Lucia Montero y Florencia Viciconti. 
Los dibujos y diseños que acompañan este disco son obra de Gonzalo Saavedra. La foto central es del gran Gallo Bluguermann.

## Lista de temas
| Número de pista | Título                 | Autor                                  | Duración |
| --------------- | ---------------------- | -------------------------------------- | -------- |
| 01              | Capítulo I: Chamán     | Sebastián Teysera                      | 0:53     |
| 02              | La Calle Adicción      | Sebastián Teysera                      | 3:15     |
| 03              | El Soldado de Plomo    | Sebastián Teysera                      | 2:49     |
| 04              | El Primero             | Sebastián Teysera                      | 2:36     |
| 05              | Buenas Mascotas        | Sebastián Cebreiro                     | 2:34     |
| 06              | Capítulo II: Araucaria | Sebastián Teysera                      | 0:31     |
| 07              | ¿Ves?                  | Sebastián Teysera                      | 3:15     |
| 08              | Sin Avisar             | Sebastián Teysera                      | 2:58     |
| 09              | Habeo                  | Sebastián Teysera                      | 2:11     |
| 10              | La Madeja              | Sebastián Cebreiro                     | 2:58     |
| 11              | Capítulo III: El Agua  | Sebastián Teysera                      | 0:52     |
| 12              | Canción Para Uno       | Sebastián Teysera                      | 2:52     |
| 13              | Mi Tensión             | Sebastián Teysera y Sebastián Cebreiro | 2:39     |
| 14              | La Vuelta al Sol       | Sebastián Teysera                      | 2:15     |
| 15              | Su Ley                 | Sebastián Teysera                      | 2:46     |
| 16              | Epílogo                | Sebastián Cebreiro                     | 1:00     |

## Videoclips
| Año  | Videoclip        |
| ---- | ---------------- |
| 2014 | ¿Ves?            |
| 2015 | Canción Para Uno |
| 2016 | Mi Tensión       |